# Informathèque
Le terme d'informathèque est une déclinaison des termes de bibliothèque, médiathèque. Il inclut les étymologies grecque de « dépôt », « placer » et latine « livre ».  Il agrège les notions d'information et d'informatique. Il prend en compte la numérisation des documents c’est-à-dire leurs nouveaux modes d'accès, mais il ajoute aussi un autre concept : l'organisation raisonnée des ressources numériques. En effet, aux ressources analogiques (livres, documents...) s'ajoutent les ressources numériques et d'Internet. Exemple de ressources : la bibliothèque numérique.  L'informathèque suppose donc aussi l'idée d'organisation raisonnée des ressources numériques du web, le « bazar » d'Internet. Ce sont ces ressources et leur organisation qui seront mises à disposition des citoyens et apprentis citoyens dans les informathèques. Exemple d'organisation : les logiciels documentaires, le xml, les RSS, le web sémantique...
Une informathèque privilégie l'accès à des ressources libres et gratuites pour les utilisateurs et l'utilisation de formats libres et ouverts aussi bien pour les utilisateurs que pour les professionnels. Les solutions doivent répondre aux normes sur l'interopérabilité, du cahier des charges de l'ODF Alliance (alliance pour les formats ouverts des documents) et du W3C.

## Un lieu dédié
« Il faut ensuite que l'accès à l'informatique soit extrêmement large, ce qui pose le problème des moyens ; or, ce n'est pas le plus grand des problèmes : il suffit de libéraliser l'accès à nos nombreuses bibliothèques, à nos centres de formation au sein des lycées, tout en les équipant au mieux ; on peut imaginer, à l'instar des médiathèques et discothèques, des « informathèques » »

— Michel Cosnard, Directeur du laboratoire informatique de l'École normale supérieure de Lyon au cours d'une audition au Sénat
Les informathèques, description du lieu et des services offerts :
L'informathèque doit apporter, dans le domaine du numérique, au moins les mêmes services que sa prestigieuse ancêtre - la bibliothèque - et son récent dérivé, la médiathèque. Si elle propose des postes informatiques connectés à Internet elle permet aussi le prêt légal et gratuit des ressources qu'elle met à la disposition des utilisateurs dans l'esprit "des lumières", de la diffusion de la culture, de l'exception culturelle et éducative.
Cela implique donc, que les logiciels puissent aussi être mis à disposition du public sous forme de cédéroms ou dvdroms. Les logiciels libres sont, en tout état de cause, les seuls à pouvoir offrir ce service, compte tenu de leur type de licence : GPL, CECILL, compatible avec une libre et large diffusion.
Afin de réduire les coûts et la maintenance, accroître la fiabilité, il est préconisé d'utiliser des terminaux, postes sans disque dur appelés aussi "clients fins", reliés à un serveur d'applications.

## Information literacy,littératieou infocompétences
En octobre 2009, dans un discours devant des bibliothécaires, Barack Obama met l'accent sur la nécessité de la formation à l'information.